# Сатлики
Са́тлики (рос. Сатлыки, башк. Һатлыҡ) — присілок у складі Кугарчинського району Башкортостану, Росія. Входить до складу Юлдибаївської сільської ради.
Утворене шляхом об'єднання двох присілків: Сатлики (82 особи у 2002 році, 70% росіяни) та 2-е Юлдибаєво (210 осіб у 2002 році, 67% башкирів і 31% татар).
Населення — 238 осіб (2010; 292 в 2002).
Національний склад:
- башкири — 48%
- татари — 22%
- росіяни — 20%